# Palaminy
Palaminy (okzitanisch: Palamenic) ist eine französische Gemeinde mit 772 Einwohnern (Stand: 1. Januar 2022) im Département Haute-Garonne in der Region Okzitanien (zuvor Midi-Pyrénées). Montberaud gehört zum Arrondissement Muret und zum Kanton Cazères. Die Einwohner werden Palaminyciens genannt. 

## Geografie
Palaminy liegt etwa 54 Kilometer südsüdwestlich von Toulouse an der Garonne und seinem Zufluss Bernès. Palaminy wird umgeben von den Nachbargemeinden Mondavezan im Norden, Cazères im Osten und Nordosten, Saint-Michel im Südosten, Plagne im Süden, Montclar-de-Comminges im Südwesten, Mauran im Westen und Südwesten sowie Martres-Tolosane im Westen und Nordwesten.

## Bevölkerungsentwicklung
| Jahr                      | 1962 | 1968 | 1975 | 1982 | 1990 | 1999 | 2006 | 2013 |
| Einwohner                 | 537  | 534  | 533  | 585  | 632  | 629  | 764  | 811  |
| Quelle: Cassini und INSEE |      |      |      |      |      |      |      |      |

## Sehenswürdigkeiten
- Kirche Saint-Pierre
- Schloss Palaminy

Siehe auch: Liste der Monuments historiques in Palaminy

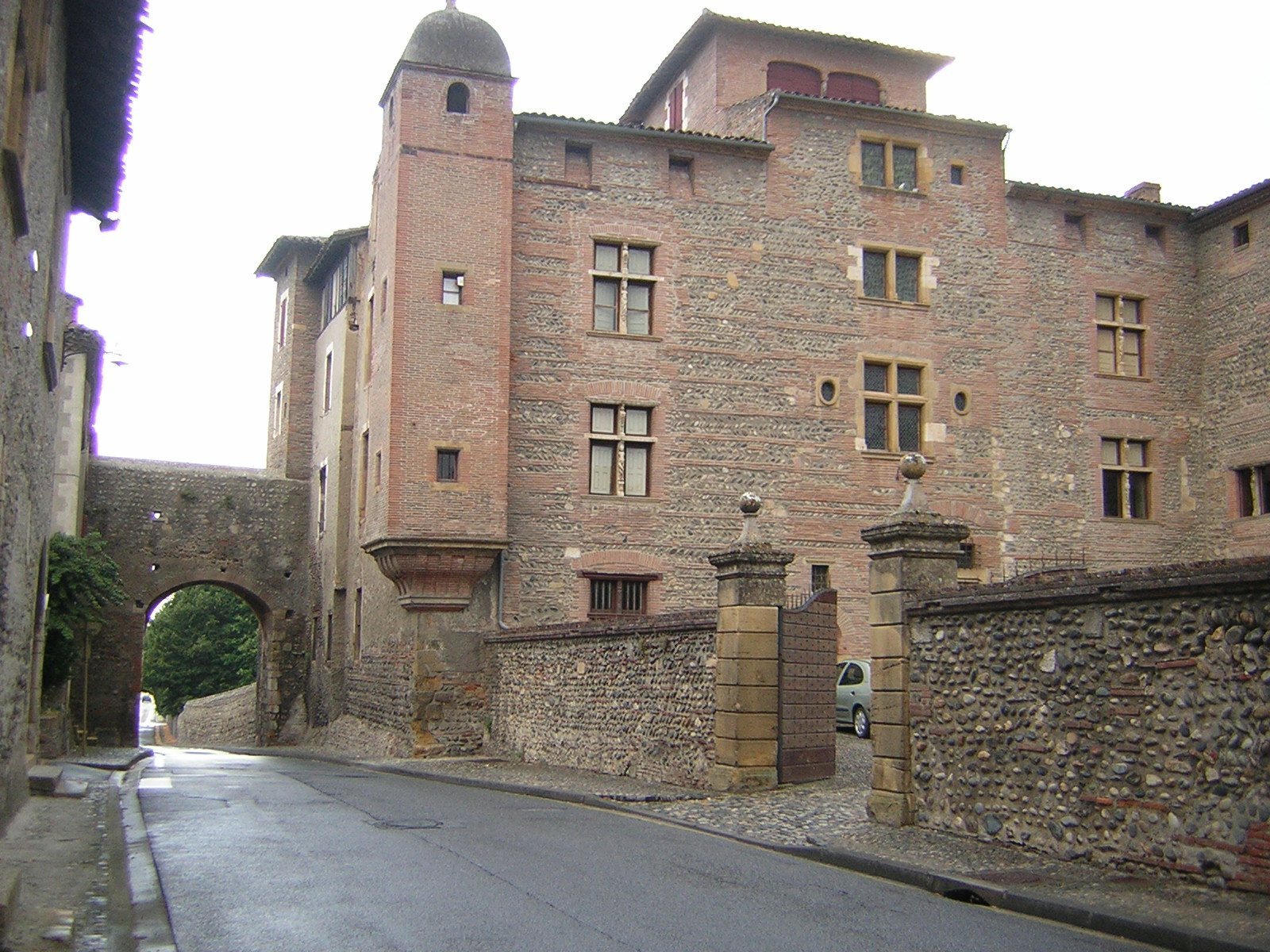
Schloss Palaminy